# Říční delfín
Říční delfíni jsou polyfyletická (nepřirozená) skupina kytovců, která žije ve sladkých či brakických vodách (s výjimkou delfínovce laplatského, který žije ve slané vodě).
V minulosti se říční delfíni řadili do stejné čeledi Platanistidae, která se do českého jazyka překládala jako delfínovcovití. V tomto – již překonaném – pojetí skupina delfínovcovitých byla identická se skupinou říčních delfínů. Moderní morfologické a genetické výzkumy však ukázaly na polyfyletičnost skupiny a delfínovcovití se rozpadli do čtyřech následujících čeledí:
- Iniidae – iniovití

- Lipotidae – delfínovcovití čínští
- Platanistidae – delfínovcovití indičtí
- Pontoporiidae – delfínovcovití laplatští